# Torben Emil Lynge
Torben Emil „Nukartara“ Lynge (* 31. März 1940 in Qaqortoq; † 22. April 2023) war ein grönländischer Politiker und Lehrer.

## Leben
Torben Emil Lynge war der Sohn des Schriftstellers, Malers, Bildhauers, Komponisten, Katecheten und Landesrats Hans Lynge (1906–1988) und seiner Frau Marie Louise Mathilde Lund (1904–1996). Seine Großeltern waren väterlicherseits der Landesrat und Katechet Niels Peter Salomon Lynge (1880–1965) und seine Frau Theodora Ane Sisilie Rosing (1883–1940), sowie mütterlicherseits der Dichter Henning Jakob Henrik Lund (1875–1948) und seine Frau Karoline Malene Justine Haldora Egede (1878–1979). Torben Emils älterer Bruder ist Jørgen Niels Henrik Hans Lynge (* 1937), der Programmdirektor bei Kalaallit Nunaata Radioa war und der Ehemann der Politikerin Laannguaq Lynge (* 1943) ist. Er selbst war ab 1976 verheiratet mit Jensine Joelsen (* 1949), mit der er vier Kinder hatte: Nauja Nørgård Lynge (* 1965), die als Schriftstellerin bekannt ist, sowie Aviaaja Nørgård Lynge (* 1967), Miki Rink Lynge (* 1977) und Qillaq Jaaku Toppiannguaq Lynge (* 1979).
Torben Emil Lynge schloss 1966 seine Lehrerausbildung im dänischen Jelling ab und arbeitete anschließend drei Jahre in Maniitsoq. 1969 wurde er Auskunftskonsulent und gründete Grønlands Oplysnings Forbund, wo er von 1971 bis 1973 Sekretariatschef war. Ab 1975 war er Lehrer in Narsaq und von 1980 bis 1985 Schulinspektor dort.
Er war von 1979 bis 1980 Vizebürgermeister der Gemeinde Narsaq. Er kandidierte bei der Parlamentswahl 1979 als Zweiter Stellvertreter von Johan Egede. Bei der Wahl 1983 wurde er erstmals für die Atassut ins Inatsisartut gewählt. Bei der Wahl im Jahr darauf konnte er nicht mehr genügend Stimmen erreichen und schied aus dem Parlament aus. Bei der Wahl 1987 wurde er ein weiteres Mal für vier Jahre gewählt. Bei der Folketingswahl 1987 kandidierte er erfolglos, ebenso wie 1988. Von 1989 bis 1993 war er Bürgermeister der Gemeinde Narsaq. Bei der Wahl 1991 verpasste er erneut einen Parlamentssitz. Auch bei den Parlamentswahlen 1995 und 1999 wurde er nicht gewählt. Er kandidierte noch einmal 2005, wurde aber wieder nicht gewählt. Er war Ehrenmitglied der Atassut, bekannte sich aber 2007 aufgrund der mangelnden Liberalität der Partei zu den Demokraatit, für die er erfolglos bei der Kommunalwahl 2008 für einen Sitz in der Kommune Kujalleq kandidierte. Anschließend beendete er seine politische Karriere. Er starb 2023 im Alter von 83 Jahren nach längerer Krankheit.